# 巴魯剌思氏
巴魯剌思氏是蒙古部落，源出尼倫蒙古，祖先可追溯至哈剌察兒，與成吉思汗同宗（起源於孛端察兒），這部落在草原時代著名人物是忽必來，他降服了葛邏祿人。在欽察汗國也有他们。主要分布於伊朗與中亞。
蒙古征服花剌子模國後，察合台出鎮西域，乃蠻、克烈、札剌亦兒、巴魯剌思、阿魯剌惕、杜格拉特也有被分配，以巴魯剌思最被器重。
他們後來突厥化與伊斯蘭化，採用察合台語，用阿拉伯文与波斯文，他們在察合台汗國中期發跡，帖木兒的父親塔剌海控制了渴石，帖木兒後來成為禿忽魯帖木兒的輔臣，在他死後，趕走也里牙思火者，襲殺忽辛，自稱蘇丹，建立帖木兒帝國。在帖木兒帝國瓦解後，巴布爾在印度北部建立蒙兀兒帝國。現在有一些巴魯剌思部突厥穆斯林生活在巴基斯坦、印度和烏兹别克斯坦、阿富汗。他们语言也变成乌兹别克语(也成為烏茲別克92部落之一)。